# Miguel Chevalier
Miguel Chevalier (Città del Messico, 22 aprile 1959) è un artista francese, considerato internazionalmente come uno dei pionieri dell’arte virtuale e digitale.

## Biografia
Nato a Città del Messico il 22 aprile del 1959, Miguel Chevalier trascorre l'infanzia in Messico dove il padre accademico lavora alla stesura di una tesi sulla storia dell'America Latina. Il fervido ambiente culturale ed artistico dell'epoca con cui la famiglia è in contatto favorisce la nascita di un precoce interesse per l'arte in Miguel Chevalier. Tra gli abituali frequentatori della casa di Tepoztlán vanno annoverati tra gli altri il muralista Alfred Siqueiros, il regista Luis Buñuel e l'architetto Luis Barragàn, le cui costruzioni ed il violento uso del colore hanno un impatto notevole e duraturo sull'artista.

## Formazione
Rientrato a Parigi nel 1978, Miguel Chevalier si diploma nel 1981 alla Ecole Nationale Supérieure des Beaux-Arts di Parigi, nel 1983 ottiene la licence in Art et Archeologie alla Sorbona, sempre nello stesso anno il diploma dell'Ecole Nationale Supérieure des Arts Décoratifs di Parigi (nella sezione design) e la licence in Art Plastique all'università di Parigi Saint-Charles. Il completamento della sua formazione annovera inoltre alcuni soggiorni all'estero tra i quali si rivelano fondamentali quello al Pratt Institute e alla School of Visual Arts di New York grazie alla Bourse Lavoisier del Ministero degli Affari Esteri nel 1984 ed il soggiorno biennale presso la Villa Kujoyama a Kyoto in Giappone dal 1993 al 1994. Negli Stati Uniti l'artista francese può finalmente accedere ai primi programmi di disegno a computer e prende coscienza dell'imminente rivoluzione informatica nell'approccio alla pittura, alla fotografia e al video. 
Il soggiorno in Giappone contribuisce ad intensificare il suo rapporto privilegiato con la natura, già vissuta come onnipresente e lussureggiante in America Latina, percepita invece nei giardini zen di Kyoto come un regno dell'artificio in cui tutto è controllato nel dettaglio.

## Opera
L'opera di Miguel Chevalier, sperimentale ed interdisciplinare, affronta le problematiche legate all'immagine ibrida, generativa ed interattiva. I suoi lavori si presentano spesso come delle proiezioni di grande formato, tanto in spazi chiusi quanto in spazi aperti, che coinvolgono lo spettatore immergendolo al centro di un universo virtuale ed in costante evoluzione. Dalla approfondita analisi del mondo reale e dall'evoluzione della realtà virtuale prendono origine i temi di predilezione dell'artista sui quali Chevalier ritorna costantemente apportandovi variazioni e modifiche. Le tematiche favorite dall'autore riguardano il rapporto tra natura ed artificio, l'osservazione dei flussi e delle reti sottesi all'organizzazione delle società umane, l'immaginario e l'organizzazione delle città virtuali. Questi temi possono essere ricondotti a loro volta a due grandi motivi : quello dello spazio – inteso come natura, spazio urbano, come universo informatico e struttura materiale - e quello della crescita, non solo come manifestazione di vita nel mondo vegetale ma anche come tecnica e cultura, testimonianze della crescita dell'uomo.

### Prime opere

#### Baroque et Classique  (1987)
Le serre botaniche sono particolarmente emblematiche nel percorso creativo di Miguel Chevalier. Oltre ad essere uno dei suoi primi soggetti di ricerca, queste esplicitano per l'artista l'incontro ed il rapporto tra due aspetti complementari della storia delle forme: il Barocco, rappresentato dagli alberi e dal loro fogliame e la Classicità, raffigurata dalla struttura metallica della loro architettura di vetro. La serra della serie Baroque et Classique allude al contempo al paesaggio della città moderna e a quello naturale in essa racchiuso. Con le sue installazioni l'artista ha l'impressione di esplorare diversi paesaggi a mano a mano che li realizza e così facendo trasporta se stesso e gli spettatori dalla realtà figurativa ad un mondo virtuale che invita a sognare.

#### Etat binaire (dal 1989)
Consapevole fin dagli esordi della carriera del ruolo del computer a molteplici livelli dell'esistenza – dal quotidiano in senso stretto fino ai sistemi di trasmissione e di telecomunicazione, passando dai corsi azionari – Miguel Chevalier crea con Etat binaire (dal 1989) una serie in cui rappresenta i due simboli logici responsabili del funzionamento degli elaboratori elettronici 0 e 1 sotto diverse forme, tra le altre come paravento (Paravent binaire, 1989), parabola (Parabole binaire, 1996), onda (Vague binaire, DVD, 2004 e Vague binaire, stampa, 2009) e già nel 1987 come flip-flop (Flip Flop, 1987). Gli emblemi del codice binario vengono riproposti dal 2011 nell'installazione di realtà virtuale generativa ed interattiva La Vague des Pixels come uno dei "quadri grafici multicolori" soggetti ad alternanza con gli altri quadri grafici che danno vita all'opera.

#### Oenologie
Per la mostra Oenologie (1991) presso il castello Pichon-Longueville a Pauillac in Gironda, l'artista realizza delle opere sequenziali con cui ripercorre le tappe principali dell'elaborazione del pregiato grand cru. Poiché la gestione della vinificazione è ormai del tutto informatizzata, le opere virtuali di Miguel Chevalier sono particolarmente idonee a raccontarne la storia, così come è pertinente averle posizionate sopra le botti di acciaio ad alta tecnologia.

#### Performances (1992)
Selezionato nel 1992 per realizzare un progetto nel contesto dei giochi olimpici di Albertville e Barcellona, l'artista francese opta per la messa a punto di un'opera che si appropria delle immagini dello sport trasmesse dalla televisione per riproporle in seguito modificate al pubblico delle Olimpiadi. Anziché servirsi di rappresentazioni standard a immagine fissa delle singole discipline sportive, Chevalier ricorre all'utilizzo degli schermi giganti collocati ai piedi delle piste e negli stadi destinati a trasmettere le prestazioni degli atleti. Con questa operazione di "riciclaggio dell'immagine", che dà vita ogni sera ad un video di un minuto creato a partire dagli avvenimenti della giornata, l'artista, lungi dal fare l'apologia del corpo o della prestazione atletica, demistifica il meccanismo dei grandi avvenimenti sportivi e della loro gestione.

#### Autres natures (1996)
Influenzate dal suo soggiorno biennale in Giappone tra il 1993 ed il 1994, le Autres natures – seguito naturale delle serre di Baroque et Classique – sono una serie di opere sulla natura e l'artificio e rivestono un ruolo di primaria importanza nella carriera dell'artista trattandosi delle sue prime opere interattive e completamente digitali. Anche con queste creazioni Chevalier rinuncia alla fissità dell'immagine – analogamente a quanto in parte realizzato in precedenza con le Performances (1992) e prima ancora con Le combat des images (1988). Nel caso di Le grand verre/nature liquide, installazione interattiva in 2D, gli algoritmi di cui è costituita generano delle immagini in costante divenire che non si sviluppano in modo lineare e che possono essere modificate dagli spettatori grazie ad un mouse.

#### Oro negro (dal 1992)
Oro negro è un insieme di opere e di installazioni sul ruolo del petrolio nell'economia dell'America latina concepito per 5 grandi musei in Venezuela, in Colombia ed in Messico. In esso l'artista mette in scena tutta la complessità dell'immaginario legato al petrolio. La sua attenzione si rivolge particolarmente alle reti efficienti – il tema del "réseau" costituisce anch'esso una costante della sua ricerca creativa – ed alle tecnologie necessarie all'estrazione del liquido. Interessato al modo in cui le società petrolifere analizzano la struttura dei diversi tipi di suolo che ne precede la perforazione, l'artista vede nascere una nuova cartografia di paesaggi di sintesi (qui sotto forma di cartografie sismiche) che riprende in seguito nei Paysages artificiels (1998) per svilupparla pienamente nelle Méta-Cités (1993>2004).

Nelle Visions urbaines (1993), di norma serie di 4 back-lights, Chevalier rappresenta delle carte in cui le riprese dal satellite o dei cliché sottoposti a diverse radiazioni, ridefiniscono lo spazio urbano tramite valori quali il transito, l'inquinamento o ancora il sistema di illuminazione delle città.

### Altre Nature
Le opere digitali di Miguel Chevalier non presuppongono una rottura con la storia dell'arte e del XIX e del XX secolo, ma si iscrivono nella stessa. Le serie Sur-Natures (2004), Fractal Flowers (2008) e Trans-Natures (2012) - installazioni generative (per la maggior parte interattive) di grande formato - non solo ripropongono in chiave virtuale uno dei leitmotiv della storia dell'arte e della pittura, ma stabiliscono delle connessioni con artisti del passato quali Paul Cézanne, iniziatore del processo di frammentazione che ritroviamo nei Fractal Flowers. L'influenza di Claude Monet che, con le sue variazioni sul ciclo delle stagioni e della luce nel tempo, annuncia una forma di impressionismo numerico è palese nei giardini virtuali delle Sur-Natures. 

In Sur-Natures delle piante immaginarie e magiche nascono, crescono, raggiungono la maturità e muoiono a seconda del loro codice morfogenetico. La loro crescita si sviluppa quotidianamente in tempo reale e prosegue all'infinito. Dei sensori di presenza fanno sí che ogni pianta reagisca al passaggio dei visitatori. 

Alle Sur-Natures fa seguito una nuova generazione di fiori e giardini virtuali i Fractal Flowers,  che si distingue dalla precedente per la conquista della terza dimensione e per una forma dei fiori molto più decisa, stilizzata e spinta al limite della geometrizzazione. Questi fiori-cristallo dalla struttura filiforme, maestosi da un lato, sorprendono per la loro evanescenza nel momento in cui si dissolvono. Da "giardiniere digitale", con i Fractal Flowers l'artista diventa "botanico del XXI secolo". 
 
Il software generativo Fractal Flowers permette all'artista di realizzare a partire dal 2008 anche le sue prime sculture in stampa 3D, delle autentiche sculture digitali ottenute con delle stampanti tridimensionali in grado di materializzare il visuale, ciò che fa di Miguel Chevalier un pioniere nell'uso della stampa 3D in campo artistico. Queste creazioni illustrano perfettamente il principio di variabilità dell'opera d'arte digitale, in quanto un'immagine può diventare virtuale o essere concretizzata su ogni tipo di supporto. 

Le Trans-Natures rappresentano un tipo di natura digitale che ricorda quella del sottobosco in cui diverse specie di alberi, arbusti, fogliame e ramoscelli coesistono e il cui sviluppo si ispira alle arborescenze, un sistema di organizzazione dei dati che utilizza il principio di rami e radici. 

L'opera in situ tra il reale ed il virtuale Seconde Nature (2010) presentata nella zona portuale di Marsiglia è costituita da una scultura inclinata in acciaio arancio fluorescente di 18m di altezza. Avvolta su se stessa come una spirale, per la sua forma ed aspetto la scultura richiama d'acchito ed inequivocabilmente immagini emblematiche legate al mondo marino, quelle delle vele, del colore anti-ruggine delle imbarcazioni e delle conchiglie. A partire da questa scultura al calar delle tenebre viene proiettato su una parte dei docks un giardino virtuale generativo monumentale che si evolve all'infinito e che varia a seconda delle stagioni. L'interattività di questa installazione si manifesta non solo tramite il movimento dei passanti ma anche per mezzo del vento virtuale generato dal passaggio del tram, transito che provoca la caduta di foglie e petali per dare inizio ad un nuovo giardino. 

L'Origine du Monde (dal 2012) è un'installazione di realtà virtuale che si ispira alla biologia ed ai microrganismi. Scandita da un ritmo incalzante l'opera mette in scena delle cellule che si moltiplicano, si dividono e si uniscono le une alle altre. Così facendo danno vita ad un universo bizzarro in perenne movimento. I colori brillanti e le curve sinuose contribuiscono ad incrementare l'effetto di un'esperienza visiva inedita. Presentata per la prima volta nelle Carrières de Lumières di Baux-de-Provence, l'opera è stata riproposta, con le dovute variazioni che tengono conto della superficie su cui viene proiettata, a Città del Messico e a Pittsburgh (2013), a Parigi sulla facciata della Grand Palais, a Shangai e a Berlino, nella capitale tedesca come scultura inedita dal nome Origine of the Curve (2014). 

Dear World... yours, Cambridge (2015) rappresenta il contributo realizzato dall'artista in occasione della campagna di raccolta di fondi organizzata dall'università di Cambridge. Si tratta di una serie di proiezioni immersive all'interno della cappella del King's College, destinate ad accompagnare i discorsi di professori ed ex-allievi in cui si susseguono dei quadri grafici attinenti ai temi esposti dagli oratori : l'eccellenza accademica, la biologia, le scienze neurologiche, la fisica, le biotecnologie. Per illustrare le ricerche sui buchi neri del fisico Stephen Hawking, intervenuto a sorpresa al termine della serata, Chevalier ha creato un ambiente immersivo composto da migliaia di costellazioni che confrontano gli spettatori con il mistero dell'universo.

### Arabeschi Digitali
Con le opere della serie Arabesques Digitales Miguel Chevalier sperimenta diverse possibilità di presentare opere virtuali e digitali in uno spazio diverso dallo schermo, come ad esempio il paesaggio, con un approccio che ricorda quello dei rappresentanti della Land Art tali Christo e Michael Heizer.

Digital Flocons (2009) è un'installazione generativa ed interattiva proiettata di notte sulla neve delle piste dei Gettiers sul Grand Bornand, in occasione dell'apertura della stagione sciistica. In questo caso specifico l'opera e la neve diventano un corpo unico.

Con Arabesques numériques (2006)  l'artista concepisce una doppia installazione in situ per la famosa piazza di Jamaa el Fna a Marrakech, dinamico crocevia ed autentica agorà, dichiarata patrimonio universale dell'UNESCO nel 2011. Già ospite del riad Denise Masson nell'autunno 2004, Miguel Chevalier ritorna nella città del Marocco con un intervento artistico volto ad integrarsi nel paesaggio nel rispetto delle attività che lo caratterizzano. Per non ostacolare lo svolgimento delle funzioni quotidiane di cui Jamaa el Fna è teatro, l'artista opta per la soluzione di presentare la sua creazione in aria, con delle sfere ad elio sospese sulla piazza di giorno e dei tappeti che galleggiano nel cielo di notte: veri tappeti volanti. 
 
Il dialogo creativo tra l'artista francese e l'Oriente comprende altre tappe. Sul lungomare di Abu Dhabi è presente con l'installazione di realtà virtuale generativa ed interattiva Digital Arabesques (2011), con cui si prefigge di rivisitare l'arte islamica avvalendosi delle nuove tecnologie. Degli arabeschi frattali giganti, proiettati su sfere gonfiabili a contatto del terreno, vengono generati all'infinito grazie ad un programma inedito per computer. Gli arabeschi si formano in modo casuale, crescono ed infine svaniscono. 
 
Anche i Tapis magiques (2014), creati per l'antica Cattedrale del Sacro Cuore di Casablanca, propongono una rivisitazione digitale di un aspetto tipico dell'arte islamica, quello dei mosaici. La struttura del mosaico essendo simile a quella dei pixel, motivo chiave nell'estetica dell'artista francese, permette all'arte islamica e a quella algoritmica di trovare uno strategico punto di contatto. Questo mondo di colori e forme in movimento trasporta lo spettatore in un viaggio immaginario all'interno dell'universo magico delle mille e una notte e dei tappeti volanti. 

Specifici aspetti dell'architettura islamica ispirano i Digital Arabesques (2014), l'installazione monumentale proiettata sul pavimento della piazza del lungomare di Al Majz a Sharjah. In quest'opera diversi "quadri grafici" composti da motivi ornamentali che rimandano agli zellige, agli arabeschi e ai mosaici si alternano in modo casuale creando un'onda che si forma e si dissolve all'infinito. In questi elementi architettonici espressamente geometrici Miguel Chevalier trova la manifestazione decorativa di una grammatica analoga al suo linguaggio estetico. 

Il 2015 sancisce il ritorno di Miguel Chevalier al Marocco. Digitales Arabesques (2015) è un'installazione di realtà virtuale generativa ed interattiva che l'artista presenta a Fès, Agadir, Tétouan et Essaouira in collaborazione con i rispettivi Institut français delle città. Quest'opera si estende sul suolo come un grande tappeto e si compone di diversi quadri grafici che si deformano all'infinito grazie a dei sensori di presenza attivati dal movimento dei visitatori, creando la sensazione di un pavimento o di un muro in movimento. 

Le Rosaces Digitales (2012) sono una creazione di realtà virtuale generativa inedita concepita per la chiesa di Aurens a Castelnau-sur-l'Auvignon. Dei grandi rosoni virtuali sono proiettati su sfere gonfiabili sospese in aria. Questi vengono generati uno dopo l'altro e si evolvono all'infinito. La loro forma tesa ad un'estrema geometrizzazione ricorda quella dei rosoni e delle vetrate caratteristici dell'arte gotica mentre la loro presenza conferisce un'atmosfera magica alla chiesa.

### Flussi e reti
In Pixels Liquides (dal 2009) una "pelle" di pixels colorati si sviluppa autonomamente su una parete di LED. Gli spostamenti degli spettatori creano una scia di colore che si mescola e si fonde con la "pittura luce" dello sfondo prima di sparire del tutto fino al passaggio dei visitatori successivi. Con questo evidente omaggio alla pittura degli anni '50 di Jackson Pollock e Pierre Soulages, Miguel Chevalier mette a punto la tecnica di dripping elettronico, una pittura di luce in costante movimento in cui il corpo dello spettatore funge da "pennello digitale". 

La Vague des Pixels è un'onda composta da diversi "quadri grafici multicolori" che si alternano casualmente, composti da motivi relativi alla realtà digitale: pixel, simboli del codice binario, quelli delle tastiere del computer e del mondo della matematica. Grazie a dei sensori di presenza anche questo universo fluido reagisce al movimento degli spettatori che, con i loro spostamenti, amplificano la deformazione dei pixel giganti. Nel 2012 quest'opera è stata proiettata sulla facciata della corte interna del castello contale di Carcassonne, al festival a-part di Baux-de-Provence, al museo dipartimentale Matisse di Le Cateau Cambrésis in occasione della retrospettiva su Auguste Herbin, nel 2013 al museo di arte moderna della città di Céret (sempre per un omaggio a Herbin) e nel 2015 a La Valletta a Malta e a Singapore. Ad ogni occasione l'artista adatta l'opera alle circostanze dettate dallo spazio espositivo e dalla storia del luogo ospitante.

Complex Meshes (2015) è una proiezione monumentale sulla volta della cattedrale di Durham in Inghilterra, volta di grande audacia architettonica, antesignana dell'arte gotica. Un mesh è un oggetto tridimensionale costituito da vertici, spigoli e facce che formano dei poligoni normalmente usati nel modellismo ed in architettura. Nell'opera di Chevalier diverse trame colorate composte da triangoli, quadrilateri ed altri poligoni si sovrappongono, si sviluppano e si trasformano in tempo reale. La struttura filiforme dei mesh contribuisce a mettere in risalto la struttura architettonica degli archi e a sottolineare la leggerezza della navata.

### Città virtuali
Sensibile al tema dello sviluppo delle città fin dagli anni 90 Miguel Chevalier continua ad interrogarsi su questo aspetto della nostra società e sull'architettura contemporanea sia con dei video-digitali come in Aller-retour Tokyo-Kyoto del 1996, sia con delle opere fisse come Méta-cités 1993>2004, sia con delle installazioni di realtà virtuale come in Métapolis 2002. 

Méta-cités (2013) è un'installazione di realtà virtuale generativa ed interattiva che rappresenta una città virtuale composta da edifici filari che scorrono sotto i nostri occhi. Questa città si sviluppa in modo matriciale e si trasforma costantemente, si genera da se stessa in un caos di dinamismi e di flussi non programmabili. Per finire ci proietta in una città utopica in cui la natura sparisce a spese di un urbanismo sfrenato ed in cui le città si addossano le une alle altre senza soluzione di continuità. Méta-cités rappresenta un'immensa rete impossibile da conoscere nella sua integralità, un generatore di utopie urbane.

## Borse di studio e riconoscimenti
- 2004 Internato presso il Riad Denise Masson, Marrakech (MAR)
- 1993-94 Internato alla Villa Kujoyama, Kyoto (JAP)
- 1991 Internato alla Casa Velasquez, Madrid (ESP)
- 1991 Atelier presso il Museo Internacional de Electrografica, Cuenca (ESP)
- 1989 Premio dell'Università di Musashino, Tokyo (JAP)
- 1988 Premio dell'Institut des Hautes Etudes en Arts Plastiques creato da Pontus Hultén, Parigi (FRA)
- 1984 Borsa di studio Lavoisier, School of Visual Arts of New York, NY (USA)
- 1983 Borsa di studio Lavoisier, Pratt Institute, New York, NY (USA)

## Mostre personali (selezione)
- 2019 Orbites 2019, Beaugrenelle Paris, Atrium Magnetic, (FRA)
- 2019 Digitale Supernova 2019, Cattedrale di Rodez, (FRA)
- 2019 Pixels Noir Lumière, Museo Soulages, Rodez, (FRA)
- 2019 Machine Vision, Galleria Lélia Mordoch, Parigi (FRA)
- 2018 D'un rêve à l'autre, Domaine de Trévarez, Saint-Goazec (FRA)
- 2018 Power Pixels 2018, Galerie par Graf Notaires, Parigi (FRA)
- 2018 Magic Carpets Bangkok, Bangkok Illumination at ICONSIAM, Bangkok (THA)
- 2018 Digital Icônes, Chapelle Saint-Nicolas, Grand festival, Verdun (FRA)
- 2018 Digital Abysses, Base sottomarina, Bordeaux (FRA)
- 2018 Ubiquity 1, The Mayor Gallery, Londra (UK)
- 2018 Ubiquity 2, Wilmotte Gallery, Londra (UK)
- 2017 In-Out/Paradis Artificiels, Domaine de Chaumont-sur-Loire (FRA)
- 2017 Fractal Flowers, Facciata dell'Hôtel de Ville, Ivry-sur-Seine (FRA)
- 2016 Power Pixels, Galleria Lélia Mordoch, Paris (FRA)
- 2016 Voûtes Célestes, Notturno, Chiesa di Saint-Eustache, Parigi (FRA)
- 2016 Onde Pixel, UniCredit Pavilion, Milano (ITA)[21]
- 2016 Magic Carpets, Milton Keynes International Festival, Milton Keynes (UK)
- 2016 Complex Meshes, Origin of World et Pixels Wave, Lumiere London 2016, Piccadilly Circus, Londra (UK)
- 2015 Complex Meshes, Festival Lumiere, Cattedrale di Durham, Durham (UK)

Dear World… Yours, Cambridge, King's College Chapel, Cambridge (UK) 

Méta-Territoires, Galleria Fernand Léger, Ivry-sur-Seine (FRA) 

Vortex, Galleria Lélia Mordoch, Parigi (FRA) 

Pixels Wave, National Design Centre, Singapore Night Festival, Singapore 

Digital Arabesques, Stagione culturale Francia-Marocco 2015, 4 installazioni in collaborazione con 4 Instituts français in Marocco : Derb Lâalouj a Essaouira; Dar Benjelloun a Tétouan; giardino dell'Institut français a Agadir; Dar Batha a Fès (MAR) 
- 2014 Digital Paradise, Galleria Puerta Roja, Hong Kong

Magic Carpets, Festival Internazionale di Andria Castel dei Mondi, Castel del Monte, Andria (ITA) 

Autres Natures, Castello di Chaumont-sur-Loire (FRA) 

Tapis Magiques, Giornate del patrimonio, Cattedrale del Sacro Cuore, Casablanca (MAR) 

Paradis Artificiels, Musée d'art moderne, Céret (FRA) 
- 2013 El Origen del mundo, Festival Filux, Palacio de Bellas Artes, Città del Messico (MEX)

Power Pixels, Centre des arts, Enghien-les-Bains (FRA) 

Pixels Power, Galleria MiniMasterpiece, Parigi (FRA) 

Power Pixels, Pile Pont Expo, Saint Gervais les Bains (FRA) 

Fractal Flowers, Castello della città di Carcassonne (FRA) 

Power Pixels, Wood Street Galleries, Pittsburgh, PA (USA) 
- 2012 Power Pixels, Festival a-part, Carrières de Lumières, Baux-de-Provence (FRA)

Power Pixels, Entrepôt 9 / Galleria Barnoud, Quetigny (FRA) 

La Vague des Pixels, Festival Mai Numérique, cortile del Castello Contale della città di Carcassonne (FRA) 
- 2011 Digital Arabesques, Strada panoramica di Abu Dhabi, con l'Alliance Française di Abu Dhabi (AED)

Power Pixels, Fondazione Oi Futuro, Rio de Janeiro (BRA) 
- 2010 De la nature symbolique aux jardins virtuels, Musée Maurice Denis, Saint-Germain-en-Laye (FRA)

Terra Incognita, Mis (museo dell'immagine e del suono), San Paolo (BRE) 
- 2009    Pixels Snow, Piste di sci dei Gettiers, Grand Bornand (FRA)

Fractal Flowers in vitro, Musée de la Chasse et de la Nature, Parigi (FRA) 

Fractal Flowers, iMAL, Center for Digital Cultures and Technology, Bruxelles (BEL) 
- 2008 Fractal Flowers, Galleria Suzanne Tarasiève, Parigi (FRA)
- 2007 Ultra-Nature, Techfest Mumbai, Mumbai (IND)

Paradis Artificiel, Galleria delle Galeries Lafayette, Parigi (FRA) 
- 2006 Arabesques numériques 2006, Palazzo Ksar Char Bagh, Marrakech (MAR)
- 2006 Supra-Natura, Festival Luzboa, Lisbona (POR)
- 2005 Sur-Natures in vitro, Galerie des enfants, Centro Georges Pompidou, Parigi (FRA)
- 2004 Ultra-Nature, Galleria sotterranea della stazione centrale della metropolitana, Astrup Fearnley Museum of Modern Art, Oslo (NOR)
- 2003 La Croisée des Réseaux, Notturno, Borsa di Parigi (FRA)
- 2002 Métapolis, Marco, Monterrey (MEX)
- 2000 Périphérie, MAMCO, Ginevra (CH)
- 1999 Mémoires & Mutations, Centro d'arte contemporanea La Fabrika, Beirut (LBN)
- 1998 Périphérie, Espace Pierre Cardin, Parigi (FRA)
- 1996 Oro negro, Museo de arte Àlvar y Carmen T. de Carrillo Gil, Città del Messico (MEX)
- 1994 Contre-Nature, Villa Kujoyama, Kyoto (JPN)
- 1992 Performances, Giochi olimpici invernali, Albertville (FRA) et Giochi olimpici estivi, Barcellona (SPN)

La rencontre des deux mondes, Casa de Velàzquez, Madrid (SPN) 
- 1987 Baroque & Classique, Granit, Centre national des arts plastiques, Belfort (FRA)

### Mostre di gruppo (selezione)
- 2019 Illusion Natur, Digitale Welten, Museo Sinclair-Haus, Bad Homburg v. d. Höhe (GER)
- 2019 Cinétisme, Abstraction, Figuration, Galleria Lélia Mordoch, Paris (FRA)
- 2019 Shadows, Galerie italienne, Paris (FRA)
- 2018 Art in Motion. 100 Masterpieces With and Through Media, ZKM, Centro per l'Arte e la Tecnologia dei Media, Karlsruhe, (GER)
- 2018 Artistes & Robots, Grand Palais, Parigi (FRA)
- 2018 Al Musica, Filarmonica, Parigi (FRA)
- 2018 TEFAF Maastricht, The Mayor Gallery (London), Maastricht (NLD)
- 2018 De Calder à Koons, bijoux d’artistes. La collection idéale de Diane Venet, Musée des Arts Décoratifs di Parigi (FRA)
- 2018 Art Paris Art Fair, con la Galleria Mordoch (Paris/Miami), Grand Palais, Paris (FRA)
- 2017 Artists & Robots, Contemporary Art Center, Astana (KAZ)
- 2017 Hortus 2.0, Museo Louis Vouland, Avignone (FRA)
- 2017  De Nature en Sculpture, Fondazione Villa Datris, L’Isle-sur-la-Sorgue (FRA)
- 2017 Data City, Centre des arts, Enghien-les-Bains (FRA)
- 2017 Gainsbourg still alive, Casa d'aste Cornette de Saint Cyr, Parigi(FRA)
- 2016 Scope Miami Beach, Galleria Lélia Mordoch, Miami (USA)
- 2016 Intangible Space - Miguel Chevalier et Laurent Martin “Lo”, Puerta Roja Gallery, Hongkong, (HKG)
- 2016 Les Lumières de la Ville, Galleria Lélia Mordoch, Parigi (FRA)
- 2015 2050 - Une brève histoire de l'avenir, Museo reale delle belle arti del Belgio Bruxelles (BEL)
- 2015 Bonjour la France, Seongnam Arts Center, Seongnam (KOR)
- 2014 Digital Arabesques, lungomare di Al Majaz, Islamic Art Festival, Sharjah (EAU)

Metamorphosis of the Virtual, K11 Art Foundation, Shanghai (CHN) 

L'Origine du Monde, proiezione sulla facciata del Grand Palais in occasione dell'Art Paris Art Fair, Parigi (FRA). Cortese concessione : Louise Alexander Gallery. 
- 2013 Le metamorfosi del virtuale, 100 anni di arte e libertà, Officina delle Zattere, Venezia (ITA)
- 2013   Retrospective Auguste Herbin, Musée d'art moderne, Céret (FRA)

Turbulences II, Fondation Boghossian – Villa Empain, Bruxelles (BEL) 
- 2012  Retrospective Auguste Herbin, Musée départemental Matisse, Le Cateau Cambrésis (FRA)

Mouvement et lumière, Villa Datris, L'Isle-sur-la-Sorgue (FRA) 

Turbulences, Espace culturel Louis Vuitton, Parigi (FRA) 

Picasso to Koons: Artist as Jeweler (cat.), Museo Benaki, Atene (GRC) 
- 2011 Festival La Novela, Museo Les Abattoirs, Tolosa (FRA)
- 2010 Manimal, Museo d'arte contemporanea di Herzliya, Herzliya (IL)
- 2009  Inside, art and science, Cordoaria, Lisbona (POR)
- 2009   Dialogue avec les collections #2 - paysage/vidéo, Musée d'art di Tolone (FRA)
- 2008 Emoção Art.ficial 4.0, Stazione della metropolitana Paraiso, Centro Cultural Itaú, San Paolo (BRA)
- 2007 Ultra-Nature, Glow Festival : forum of light in art and architecture, Eindhoven (NLD)
- 2006   Art and playing, Funsters (cat.), Seoul Arts Center, Seul (KOR)
- 2005 Digital Paradise (cat.), Daejeon Museum of Art Gallery, Daejeon (KOR)
- 2003 Space Art, Festival Art Outsiders, Maison Européenne de la Photographie, Parigi (FRA)
- 2000 Gwangju International Biennale (KOR)
- 1999 Virtuel Réel, Espace Paul Ricard, Parigi (FRA)
- 1997 Magie der Zahl, Staatsgalerie, Stoccarda (DEU)
- 1996 La Ville moderne en Europe, Museum of contemporary art, Tokyo (JPN)
- 1996 La Ville, Centro Georges Pompidou, Parigi (FRA)
- 1993 Excess in the techno-mediacratic society, Shoshana Wayne Gallery, Santa Monica, CA (USA)
- 1992  Variaciones en Gris (cat.), Centro Cultural de la Villa, Madrid (SPA)
- 1990 Art & publicité 1890-1990, Centro Georges Pompidou, Parigi (FRA)
- 1988 Ateliers 88, ARC Musée d'art moderne de la Ville, Parigi (FRA)
- 1986 Trans-culture, Exit art gallery, New York City, NY (USA)

## Miguel Chevalier nei musei
- Musée d'art moderne de la Ville, Parigi (FRA)
- Bibliothèque nationale, Parigi (FRA)
- Fond national d'art contemporain, Puteaux (FRA)
- Musée d'art et d'histoire, Belfort (FRA)
- MAC/VAL, museo di arte contemporanea di Val de Marne, Vitry-sur-Seine (FRA)
- Fundación arte y tecnologia Telefonica de España, Madrid (ESP)
- Museo de arte Àlvar y Carmen T. de Carrillo Gil, Città del Messico (MEX)
- Museo de artes visuales Alejandro Otero, Caracas (VEN)
- Museo de bellas artes, Maracaibo (VEN)
- Centre Culturel Itau, San Paolo (BRA)
- Musée de la poste, Parigi (FRA)
- Fondation Clément, Martinica (MTQ)

## Commissioni pubbliche
- 2012  Pixels Crossing, Forum des Halles, Parigi (FRA)
- 2011  Pixels Op'Art, facciata d'immobile, Colmar (FRA)
- 2010  Seconde Nature, piazza d'Arvieux, Marsiglia (FRA). In collaborazione con il designer Charles Bové.
- 2008  Fractal Flowers, banchine sul fiume Cheonggyecheon, Seoul (COR)
- 2007  Pixels Crossing, ospedale Trousseau, Parigi (FRA). In collaborazione con lo studio architettonico Grimaud & Israël.
- Ribbon of Life, nave a vapore della linea Royal Caribbean Cruise, Liberty of the Seas (USA). In collaborazione con il designer Arik Levy.
- 2006 UNICEF Mosaic, UNICEF, New York City (USA)
- 2000  Living Networks, Palais des Congrès, Parigi (FRA). In collaborazione con l'architetto Christian de Portzamparc.
- 1992  Massivement parallèle, ufficio delle imposte, Marsiglia (FRA). In collaborazione con l'architetto Claude Vasconi.